# Knautia sequanica
Knautia sequanica är en tvåhjärtbladig växtart som beskrevs av Szabo. Knautia sequanica ingår i släktet åkerväddar, och familjen Dipsacaceae. Inga underarter finns listade i Catalogue of Life.